# Martres, Gironde
Martres är en kommun i departementet Gironde i regionen Nouvelle-Aquitaine i sydvästra Frankrike. Kommunen ligger i kantonen Targon som tillhör arrondissementet Langon. År 2022 hade Martres 99 invånare.

## Befolkningsutveckling
Antalet invånare i kommunen Martres
Referens:INSEE